# Erwin Prade
Erwin Prade (Rodeio, 17 de agosto de 1917 – Rio dos Cedros, 11 de abril de 1969) foi um político brasileiro. 
Filho de Alexandre Prade e de Margarida Prade. Casou com Aurea Medeiros Prade.
Foi candidato a deputado estadual para a Assembleia Legislativa de Santa Catarina pelo Partido Social Democrático (PSD), recebendo 4.116 votos, ficando suplente, e foi convocado para a 4ª Legislatura (1959-1963).